# Ptolemeu (fill de Ptolemeu)
Ptolemeu (en grec antic Πτολεμαῖος) fill de Ptolemeu fou un oficial macedoni nomenat per Antípater com un dels somatophylaces (membre de la guàrdia personal) del rei titular Filip III Arrideu l'any 321 aC. Era probablement fill del Ptolemeu, fill de Seleuc que havia tingut també aquest càrrec.